# Monte Lake Provincial Park
Der Monte Lake Provincial Park ist ein rund 5 Hektar (ha) großer Provincial Park im südlichen Interior in der kanadischen Provinz British Columbia. Der Park gehört zu der Gruppe von nur rund 5 % der Provincial Parks in British Columbia, die eine Fläche von 10 ha oder weniger haben.

## Anlage
Der Park liegt am östlichen Ufer des Monte Lake im Thompson-Nicola Regional District und wird in Nord-Süd-Richtung vom Highway 97 durchquert. Etwa 50 km nordwestlich liegt Kamloops bzw. 65 km südöstlich liegt Vernon. Nach Westen begrenzt der See den Park, während er sich nach Osten die Hänge der Berge hinaufzieht.
Bei dem Park, der am 16. März 1956 eingerichtet wurde, handelt es sich um ein Schutzgebiet der Kategorie II (Nationalpark). Seit seiner Einrichtung wurden die Grenzen mehrmals neu festgelegt und seine Größe änderte sich von ursprünglich etwas mehr als 8 ha auf die heutige Größe. Weiterhin gehört er zu einer Gruppe von rund 30 Parks die am selben Tag eingerichtet wurden. Rund die Hälfte der Parks hat dabei eine Größe von weniger als 50 ha. Der größte Park dieser Gesamtgruppe hat rund 400 ha Fläche.

## Tourismus
Der Park verfügt über keinen ausgebauten Zugang. Touristische Infrastruktur und besondere touristische Attraktionen bietet der Park nicht.